# Bani Suwayf (guvernement)
Bani Suwayf (arabisk: بني سويف ) er et guvernement i den centrale del af Egypten. Hovedstaden Beni Suef ligger 120 km syd for Kairo på vestbredden af Nilen. 
Området er kendt i Egypten for sine cementfabrikker. Den nærliggende Meidum-pyramiden ligger i området.
Regionen er en af de fattigste i Egypten.

## Eksterne kilder og henvisninger
1. ↑  Areal og befolkning

- Wikimedia Commons har flere filer relateret til Bani Suwayf (guvernement)

29°4′N 31°4′Ø / 29.067°N 31.067°Ø